# Keiji Nishitani

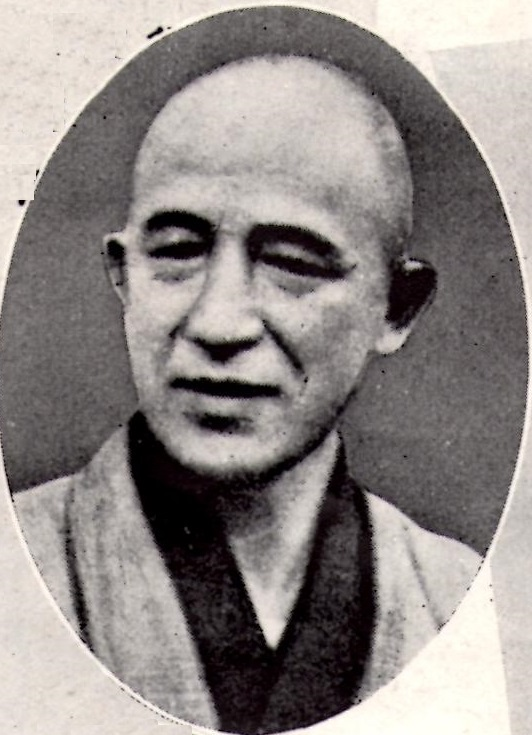

Keiji Nishitani (27 Fevereiro 1900 – 24 Novembro 1990) foi um filósofo japonês da Escola de Quioto e discípulo de Kitaro Nishida. Defendeu tese em 1924 com a dissertação: “O Ideal e o Real de Schelling e Bergson”. Entre 1937 e 1939 estudou em Freiburg sob orientação de Martin Heidegger.

## Pensamento
Dada a natureza da filosofia de Nishitani ser mais de índole religiosa e subjectiva, o seu pensamento é de certo modo comparado com o do existencialista Kierkegaard e com o do místico Mestre Eckhart. E o seu estilo literário tem semelhanças com o de Blaise Pascal e Friedrich Nietzsche.
Nishitani quer saber como se liga a consciência ao domínio supostamente subjectivo no qual se encontra situada. Na tradição cartesiana a consciência é entendida como uma entidade subjectiva. Desenvolveu uma interpretação filosófica do campo da consciência em que é posta a nu a oscilação que existe no pensamento ocidental entre subjectivismo e objectivismo, ligados ao conceito de representação. Na perspectiva subjectivista a representação da realidade é construída como uma projecção. Na perspectiva objectivista a realidade é constituída como uma recuperação do mundo. A haver representações, o sujeito que conhece (um Eu pré-estabelecido) não pode sair delas para observar do outro lado um mundo pré-estabelecido tal como ele é em si mesmo. Para o fim da sua carreira escreveu mais sobre temas budistas.